# Леонтєво (Псковська область)
Леонтєво (рос. Леонтьево) — присілок в Палкінському районі Псковської області Російської Федерації.
Населення становить 24 особи. Входить до складу муніципального утворення Палкінська волость.

## Історія
Від 2015 року входить до складу муніципального утворення Палкінська волость.

## Населення
| 2001 | 2002 | 2010 | 2012 | 2016 |
| ---- | ---- | ---- | ---- | ---- |
| 18   | →18  | ↗19  | ↗21  | ↗24  |